# 아미타괘불도
아미타괘불도(阿彌陀掛佛圖)는 서울특별시 종로구 원서동에 있는 조선시대의 불화이다. 1999년 11월 15일 서울특별시의 유형문화재 제123호 "아미타삼존괘불탱화"로 지정되었다.

## 개요
괘불이란 옥외에서 법회를 할 때 밖에 내어 걸고 의식을 행하는 걸개그림 형태의 불화를 말한다. 이 괘불은 조선 고종 19년(1882) 김시대의 발원에 의해 제작된 것으로, 아미타불을 주존으로 한 아미타삼존불화이다. 19세기 후반 서울지역과 경기 인근지역에서 제작된 괘불 형식을 따르고 있으며, 세로 5.7m, 가로 3.29m의 크기로, 삼베에 채색한 것이다.
큰 화면에 아미타불·관음보살·세지보살이 화면을 가득 채우고 서 있으며, 그 아래로 십대 제자의 대표인 아난존자와 가섭존자가 합장하고 서 있다. 화면 아래에는 사자를 탄 무수동자와 코끼리를 탄 보현보살이 배치되어 있다.
채색은 적색과 황색, 청색과 녹색 등이 많이 사용되었고 특히 삼존불의 몸체와 하단의 색깔을 황금빛으로 처리하여 강렬한 인상을 준다. 붓으로 그린 선은 비교적 투박하면서 형식화되었고, 화면을 꽉 메우는 기법으로 그렸다.
중후한 인물 표현과 강렬한 채색 등에서 조선 후기 서울 경기 지역의 불화 양식을 엿볼 수 있다.

## 참고 자료
- 아미타괘불도 - 국가유산청 국가유산포털